# Dikilitaş, Seydişehir
Dikilitaş là một xã thuộc huyện Seydişehir, tỉnh Konya, Thổ Nhĩ Kỳ. Dân số thời điểm năm 2011 là 740 người.